# Hawái (canción)
«Hawái» es una canción del cantante colombiano Maluma. Se lanzó el 29 de julio de 2020 por Sony Music Latin, como el adelanto de su quinto álbum de estudio Papi Juancho.

## Antecedentes y composición
La canción fue anunciada el 27 de julio de 2020, cuando el cantante publicó un adelanto del video oficial en su cuenta de Instagram. El tema que presenta un estilo de «reggaetón suave y pegajoso» fue compuesto por el cantante junto a Keityn, Edgar Barrera y Bull Nene, bajo la producción de Rude Boyz.
En agosto de 2020, el jugador del Paris Saint-Germain Ángel Di María publicó una historia en Instagram cantando «Hawái» junto a otros compañeros de equipo, incluido Neymar, de quien la prensa notó que se hizo amigo cercano de la exnovia de Maluma. Poco después, Maluma cerró su cuenta de Instagram, con la reacción recibiendo cobertura mediática. El cantante explicó más tarde que este último no tenía relación con el video y que estaba agradecido de que interpretaran la canción, negando tener algún problema con Neymar. Maluma también negó que la canción estuviera inspirada en su vida personal, a pesar de varias similitudes.

## Vídeo musical
El video musical dirigido por Jessy Terrero fue lanzado el 29 de julio de 2020. Se grabó en Ancient Spanish Monastery de Miami en junio de 2020 y está protagonizado por Maluma y la modelo Yovanna Ventura. En el video, Maluma discute con su novia (interpretada por Ventura) y, en consecuencia, rompe con ella. Maluma procede a interrumpir la ceremonia de la boda de su ex para recuperarla.

## Presentaciones en vivo
El 30 de agosto de 2020, Maluma interpretó «Hawái» en los MTV Video Music Awards 2020. Actuó en un autocine en un escenario cerca del Río Este.  También interpretó la canción en los Billboard Latin Music Awards 2020 y en los MTV Europe Music Awards 2020 en un popurrí con «Djadja (Remix)».

## Remezcla con The Weeknd

### Antecedentes y lanzamiento
Un día después de la publicación de una foto juntos en sus respectivas cuentas de Instagram, se anunció una colaboración entre los cantantes. Una remezcla de «Hawái» con el cantante canadiense The Weeknd se lanzó el 5 de noviembre de 2020. The Weeknd abre la canción con un verso en Inglés y canta el gancho en español. Un video musical dirigido por Jessy Terrero también acompañó el lanzamiento en el que ambos artistas interpretan la canción en un «club con luces de neón».
En Billboard , Leila Cobo notó que «no era un remix de último minuto, vamos a pegar esto juntos, sino un déjame escribir un nuevo verso y trabajar en mi español colaboración». En una entrevista con la revista, el socio musical de Maluma, Miguel Lua, afirmó que, «Originalmente, Maluma no quería hacer un remix ... no tiene ningún remix bilingüe, y en este caso particular, no estaba mirando por un lado ... [sin embargo] tenía una lista corta de artistas en los que quería trabajar en general». El mánager de The Weeknd, Sal Slaiby, se puso en contacto con Lua a principios de octubre para decirle que el cantante estaba considerando «hacer algo para el mercado latino» y pidió que escucharan las pistas inéditas de Maluma, mientras que la otra parte les propuso la idea del remix la noche anterior al lanzamiento.

### Recepción crítica
Justin Curto de Vulture comentó que The Weeknd «lleva su anhelo de R&B» al primer verso de la pista, que «parece una extensión de su universo After Hours», hasta que «comienza a cantar en español y a relajarse». También opinó que «el español está bien, pero el baile es inesperadamente tonto, sobre todo comparado con el propio Papi Juancho, que todavía rezuma sex appeal aquí» y concluyó que su rutina de baile «puede que sea lo que te haga sonreír hoy». La agencia de noticias de EFE opinó que «la canción fluye mientras ambos artistas mantienen intactas sus identidades musicales». Andrew Tendrell de NME lo llamó «elegante» y Jessica Roiz de Billboard lo consideró un remix «ardiente».

## Posicionamiento en listas
| Listas (2020)                          | Mejor posición |
| -------------------------------------- | -------------- |
| Argentina (Argentina Hot 100)          | 1              |
| Bélgica (Ultratop) Flanders            | 33             |
| Brasil (Top 100 Brasil)                | 43             |
| Colombia (National-Report)             | 1              |
| España (PROMUSICAE)                    | 1              |
| Estados Unidos (Billboard Hot 100)     | 55             |
| Estados Unidos (Hot Latin Songs)       | 1              |
| Estados Unidos (Latin Airplay)         | 1              |
| Estados Unidos (Latin Rhythm Airplay)  | 1              |
| Estados Unidos (Rolling Stone Top 100) | 49             |
| Italia (FIMI)                          | 60             |
| México Airplay (Billboard)             | 1              |
| Panamá (Monitor Latino)                | 1              |
| Perú (Monitor Latino)                  |                |
| Portugal (AFP)                         | 2              |
| Suiza (Schweizer Hitparade)            | 37             |

## Certificaciones

### Versión original
| País (organismo certificador) | Certificación       | Unidades certificadas |
| ----------------------------- | ------------------- | --------------------- |
| Canadá (Music Canada)         | Oro                 | 40 000                |
| España (PROMUSICAE)           | 5× Platino          | 200 000               |
| Estados Unidos (RIAA)         | 14× Platino (Latin) | 840 000               |
| México (AMPROFON)             | 2x Diamante+Platino | 660 000               |
| Polonia (ZPAV)                | Oro                 | 10 000                |
| Portugal (AFP)                | 2× Platino          | 20 000                |
| Suiza (IFPI)                  | Oro                 | 10 000                |

### The Weeknd remix
| País (organismo certificador) | Certificación      | Unidades certificadas |
| ----------------------------- | ------------------ | --------------------- |
| Estados Unidos (RIAA)         | 6× Platino (Latin) | 360 000               |
| Italia (FIMI)                 | Oro                | 35 000                |
| México (AMPROFON)             | Oro                | 30 000                |